# Hmelše
Hmelše (nemško Homölisch) je naselje v Občini Šmarjeta v Rožu v Okraju Celovec-dežela na Koroškem v Avstriji.